# KK Olimpija Ljubljana
KK Olimpija slovenski je bivši košarkaški klub iz Ljubljane. Klub je nastupao u Slovenskoj Premier Ligi i ABA ligi.

## Povijest

### Osnivanje
Osnovan je 1946. godine u okviru fiskulturnog društva "Sloboda". Krajem iste godine preimenovani su u "Jedinstvo", ime koje su nosili do 1954. godine.

## Uspjesi
- Europski kup (1): 1994.
- NLB liga (1): 2002.
- Prvak Slovenije (14): 1992., 1993., 1994., 1995., 1996., 1997., 1998., 1999., 2002., 2004., 2005., 2006., 2008., 2009.
- Slovenski kup (15): 1992., 1993., 1994., 1995., 1997., 1998., 1999., 2000., 2001., 2002., 2003., 2005., 2006., 2008., 2009.
- Prvak Jugoslavije (6) 1957., 1959., 1961., 1962., 1966., 1970.

- Kup Jugoslavije (5): 1960., 1969., 1971., 1982., 1987.

## Poznati igrači
| - Ivo Daneu - Jaka Daneu - Borut Bassin - Dušan Hauptman - Peter Vilfan - Jurij Zdovc - Aljoša Žorga - Sani Bečirović - Marko Milić - Boris Gorenc - Pavle Polanec | - Boštjan Nachbar - Radoslav Nesterović - Primož Brezec - Marko Tušek - Beno Udrih - Slavko Kotnik - Goran Dragić - Radisav Ćurčić - Vinko Jelovac - Šarūnas Jasikevičius | - Vlado Ilievski - Yotam Halperin - Jiří Welsch - Vladimir Stepania - Manuchar Markoishvili - Ariel McDonald - Vladimir Boisa - Soumaila Samake - Walter Berry - Ivica Jurković | - Jasmin Hukić - Emilio Kovačić - Mindaugas Žukauskas - Roberts Štelmahers - Marino Baždarić - Ender Arslan - Vitaly Nosov - Jurica Golemac - Marijan Kraljević - Teemu Rannikko |